# Кели Маккейн
Кели Маккейн (на английски: Kelly McKain) е американска писателка, авторка на произведения в жанра детска литература. Писала е и под псевдонима Мат Кейн (Matt Kain).

## Биография и творчество
Кели Маккейн е родена на 3 януари 1974 г. в Небраска, САЩ. Получава през 1996 г. бакалавърска степен по английска филология от Университета на Нотингам. След завършване на университета, в периода 1995-1998 г. работи като копирайтър в рекламна агенция „WWP“, а после като учител по предучилищна подготовка в училище „Мерилин“. През 2002 г. получава магистърска степен по творческо писане от Университета на Уинчестър и се посвещава на писателската си кариера.
Първата ѝ книга „Spirulina and the Haunted Shipwreck“ (Спирулина и обитавания от духове кораб), от поредицата за русалката Спирулина „Скалата на русалките“, е публикувана през 2003 г. Произведенията ѝ бързо я правят известна и тя е определена от критиците като нов глас в детско-юношеската литература.
Следват другите ѝ известни поредици „Това съм аз, Луси!”, „Къщата на феите“, „SOS животни в беда” и „Под дъгата“. Има и няколко романа посветени на сексуалното израстване.
Кели Маккейн живее със семейството си в Хейзълмиър, Съри. Обича да медитира и да практикува йога.

## Произведения

### Самостоятелни романи
- The Goddess Society (2005)
- The Lost Goddess (2006)
- Half a Sister (2010)

### Серия „Скалата на русалките“ (Mermaid Rock)
1. Spirulina and the Haunted Shipwreck (2003)
2. Spirulina and the Pirates (2003)
3. Spirulina and the Stolen Treasure (2004)
4. Spirulina and the Lost Whale (2005)
5. Pirate Trouble (2006)
6. Spooky Shipwreck (2006)
7. Treasure Hunt (2006)
8. Whale Rescue (2006)

### Серия „Това съм аз, Луси!“ (Totally Lucy)
1. Makeover Magic (2005)
Пълна промяна, изд. „Фют“, София (2009), прев. Жечка Караславова
2. Fantasy Fashion (2005)
Модна фантазия, изд. „Фют“, София (2009), прев. Жечка Караславова
3. Boy Band Blues (2005)
Мода, рок, момчета, изд. „Фют“, София (2010), прев. Жечка Караславова
4. Star Struck (2006)
Звездна слава, изд. „Фют“, София (2011), прев. Жечка Караславова
5. Picture Perfect (2006)
Парти изненада, изд.“Фют“, София (2011), прев. Жечка Караславова
6. Style School (2006)
Модно училище, изд. „Фют“, София (2011), прев. Жечка Караславова
7. Summer Stars (2007)
Щуро лято, изд. „Фют“, София (2011), прев. Жечка Караславова
8. Catwalk Crazy (2007)
Модно ревю, изд. „Фют“, София (2012), прев. Жечка Караславова
9. Planet Fashion (2008)
Зелена мода, изд. „Фют“, София (2012), прев. Жечка Караславова
10. Best Friends Forever (2008)
Най-добри приятелки завинаги, изд. „Фют“, София (2012), прев. Жечка Караславова

### Серия „Дневниците на Лагера Пони“ (Pony Camp Diaries)
1. Megan and Mischief (2006)
2. Poppy and Prince (2006)
3. Chloe and Cracker (2007)
4. Sophie and Shine (2007)
5. Sarah and Sprite (2008)
6. Charlie and Charm (2008)
7. Emily and Emerald (2008)
8. Lauren and Lucky (2009)
9. Jessica and Jewel (2009)
10. Hannah and Hope (2010)
11. Millie and Magic (2010)
12. Amy and Amber (2011)
13. Daisy and Dancer (2011)

### Серия „Къщата на феите“ (Fairy House)
1. Fairy for a Day (2007)
2. Fairy Friends! (2007)
3. Fairies to the Rescue (2007)
4. Fairy Riding School (2007)
5. Fairy Jewels (2008)
6. Fairy Sleepover (2008)
7. Fairy Flying Lessons (2008)
8. Fairy Party (2008)

### Серия „SOS животни в беда“ (Animal SOS)
1. The Mystery of the Cliff-Top Dog (2012) 
Мистерията с кученцето на скалата, изд. „Фют“, София (2013), прев. Даниела Рашкова
2. The Haunted House Kittens (2012) 
Котенцата в призрачната къща, изд. „Фют“, София (2013), прев. Даниела Рашкова
3. The Case of the Secret Pony (2013) 
Случаят с тайнственото пони, изд. „Фют“, София (2014), прев. Даниела Рашкова
4. The Hidden Puppy Rescue (2013) 
Спасяването на болните кученца, изд. „Фют“, София (2014), прев. Даниела Рашкова

### Серия „Под дъгата“ (Rainbow Beauty)
1. Peppermint Kiss (2013)
Ментова целувка, изд. „Фют“, София (2014), прев. Жечка Караславова
2. Strawberry Summer (2013)
Ягодово лято, изд. „Фют“, София (2014), прев. Жечка Караславова
3. Blueberry Wishes (2013)
Боровинкови желания, изд. „Фют“, София (2015), прев. Жечка Караславова

### Серия „Магиите на Куентин Кърк“ (Quentin Quirk's Magic Works) – като Мат Кейн
1. Attack of the Butt-biting Sharks (2009)
2. The Purple Sluggy Worrywarts (2009)

### Документалистика
- Heaven Sent Parents (1999)